# Aylostera einsteinii
Aylostera einsteinii es una especie de planta suculenta perteneciente al género Aylostera, dentro de la familia Cactaceae. Se distribuye entre el noroeste de Argentina y Bolivia y anteriormente se le conocía como Rebutia einsteinii.

## Descripción

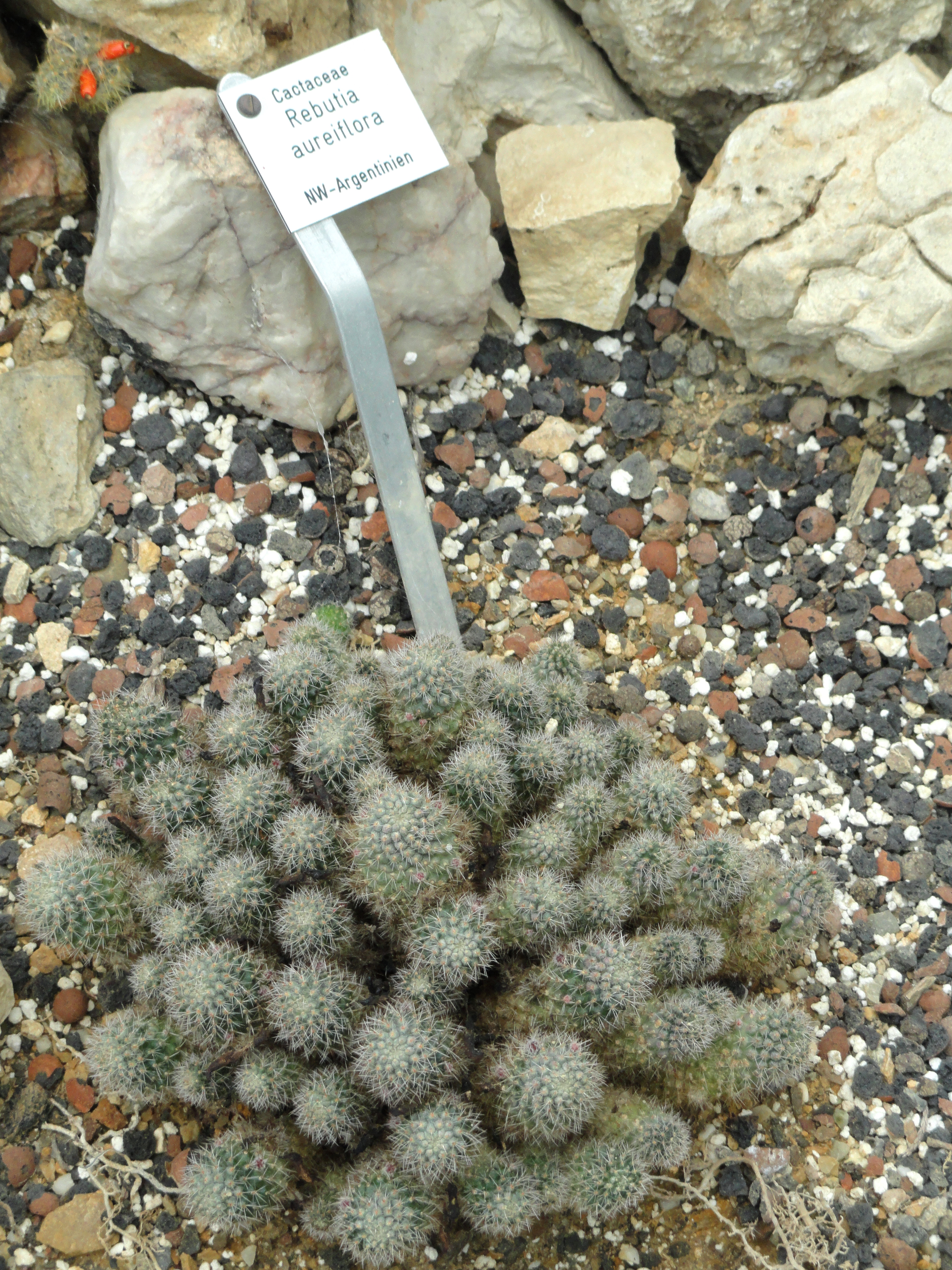
Grupo de Aylostera einsteinii (también conocida como Rebutia aureiflora)

Aylostera einsteinii es una especie de cactus pequeño que crece formando grupos. Tiene tallos que van de esféricos a cilíndricos, de color verde claro o pardusco oscuro. Pueden alcanzar diámetros de 2 a 3 cm y suelen tener una raíz engrosada tipo remolacha enorme y ramificada. 
Las costillas, apenas reconocibles, están dispuestas en espiral y se dividen en distintos tubérculos. Las areolas son alargadas, y presentan de 10 a 20 espinas que no se pueden distinguir si son centrales o radiales. Son de color marrón claro a oscuro, extendidas hasta casi contiguas y miden de 3 a 8 mm de largo.
Las flores de color naranja-amarillento brillante, miden hasta 2,5 cm de largo y de igual diámetro.

## Distribución y hábitat
El área de distribución nativa de esta especie va desde Bolivia al noroeste de Argentina y crece principalmente en biomas desérticos o de matorrales secos.

## Taxonomía
La primera descripción de esta especie fue como Rebutia einsteinii, publicada en 1931 por el botánico checo Alberto Vojtěch Frič en la revista científica Garten-Zeitung. Monatsschrift für Gärtner un Gartenfreunde 46: 267.
Más tarde, los botánicos Stefano Mosti y Alessio Papini trasladaron la especie al género Aylostera, por lo que pasó a llamarse Aylostera einsteinii. Registraron estos cambios en la revista Pakistan Journal of Botany 43: 2781, publicada en 2011.
Etimología
- Aylostera: nombre genérico formado a partir de las palabras griegas aulos, transliterado irregularmente como aylos, (que significa 'tubo') y stereos (que significa 'sólido'), en alusión al tubo floral sólido que poseen.[4]
- einsteinii: epíteto específico otorgado en honor a Albert Einstein.[5]

Sinonimia
- Acantholobivia euanthema (Backeb.) Y. Itô, 1957
- Aylostera aureiflora (Backeb.) Mosti & Papini, 2011
- Aylostera brighignae (Mosti & Papini) Mosti & Papini, 2011
- Aylostera fischeriana (Slaba) Mosti & Papini, 2011
- Aylostera gonjianii (R.Kiesling) Mosti & Papini, 2011
- Aylostera oculata (Werderm.) Mosti & Papini, 2011
- Aylostera oculata subsp. tilcarensis (Rausch) Mosti & Papini (2011)
- Aylostera schatzliana (Rausch) Mosti & Papini, 2011
- Cylindrorebutia auranitida (Wessner) Brederoo, 1959
- Cylindrorebutia columnaris (Wessner) Brederoo, 1959
- Cylindrorebutia conoidea (Wessner) Brederoo, 1959
- Cylindrorebutia einsteinii (Frič) Brederoo, 1959
- Cylindrorebutia schmiedcheniana (U.Köhler) Brederoo, 1959
- Lobivia auranitida Wessner, 1937
- Lobivia auranitida var. gracilis Wessner, 1937
- Lobivia aureiflora (Backeb.) HPKelsey & Dayton, 1942
- Lobivia columnaris Wessner, 1940
- Lobivia conoidea Wessner, 1940
- Lobivia einsteinii (Frič) Rausch, publicación 1985-1986, 1987
- Lobivia einsteinii var. atrospinosa Rausch, publicación 1985-1986, 1987
- Lobivia einsteinii var. aureiflora (Backeb.) Rausch, publicación 1985-1986, 1987
- Lobivia einsteinii var. elegans (Backeb.) Rausch, publicación 1985-1986, 1987
- Lobivia einsteinii var. gonjianii (R.Kiesling) Rausch, publicación 1985-1986, 1987
- Lobivia euantema Backeb., 1935
- Lobivia euantema var. tilcarensis Rausch, publicación 1985-1986, 1987
- Lobivia gonjianii (R. Kiesling) R. Kiesling, 1999
- Lobivia longiseta (Backeb.) HPKelsey & Dayton, 1942
- Lobivia schmiedcheniana U.Köhler, 1939
- Mediolobivia auranitida (Wessner) Krainz, 1947
- Mediolobivia auranitida var. flaviflora Backeb., publicación de 1956 en 1957
- Mediolobivia auranitida var. gracilis (Wessner) Backeb., 1959
- Mediolobivia aureiflora (Backeb.) Backeb., 1934
- Mediolobivia aureiflora var. albilongiseta Backeb., 1934
- Mediolobivia aureiflora var. albiseta Backeb., 1934
- Mediolobivia aureiflora var. boedekeriana (Backeb.) Backeb., 1959
- Mediolobivia aureiflora subvar. leucolutea Backeb., publicación de 1956 en 1957
- Mediolobivia aureiflora subvar. lilacinostoma Backeb., publicación de 1956 en 1957
- Mediolobivia aureiflora var. Longiseta Backeb., 1934
- Mediolobivia aureiflora var. rubelliflora (Backeb.) Backeb., 1959
- Mediolobivia aureiflora var. rubriflora (Backeb.) Backeb., 1959
- Mediolobivia aureiflora var. sarothroides (Werderm.) Backeb., 1959
- Mediolobivia blossfeldii (Werderm.) Buining, 1940
- Mediolobivia blossfeldii var. compactiflora Wessner, 1940
- Mediolobivia blossfeldii var. nigrilongiseta Wessne, 1940
- Mediolobivia boedekeriana Backeb., 1934
- Mediolobivia carminata Backeb. ex Krainz, 1947
- Mediolobivia columnaris (Wessner) Krainz, 1947
- Mediolobivia conoidea (Wessner) Krainz, 1947
- Mediolobivia conoidea var. columnaris (Wessner) Backeb, 1959
- Mediolobivia duursmaiana Backeb., 1934
- Mediolobivia elegans Backeb., 1934
- Mediolobivia euanthema (Backeb.) Krainz, 1947
- Mediolobivia euantema var. fricii Backeb., publicación de 1956 en 1957
- Mediolobivia euantema var. oculata (Werderm.) Krainz, 1947
- Mediolobivia kesselringiana Cullmann, 1948
- Mediolobivia longiseta (Backeb.) Backeb., 1936
- Mediolobivia longiseta var. albilongiseta Backeb., 1936
- Mediolobivia neopygmaea Backeb., publicación de 1956 en 1957
- Mediolobivia rubelliflora Backeb., 1936
- Mediolobivia rubriflora Backeb., 1936
- Mediolobivia rubriflora var. blossfeldii (Werderm.) Krainz, 1947
- Mediolobivia rubriflora var. compactiflora (Wessner) Krainz, 1947
- Mediolobivia rubriflora var. nigrilongiseta (Wessner) Krainz, 1947
- Mediolobivia sarothroides (Werderm.) Buining, 1940
- Mediolobivia schmiedcheniana (U.Köhler) Krainz, 1947
- Mediolobivia schmiedcheniana var. einsteinii (Frič) Backeb., publicación de 1956, 1957
- Mediolobivia schmiedcheniana var. Karreri Backeb., publicación de 1956 en 1957
- Mediolobivia schmiedcheniana var. rubroviridis Frič & Kreuz. ex Backeb., publicación de 1956 en 1957
- Mediolobivia schmiedcheniana var. steineckei Backeb., publicación de 1956 en 1957
- Mediolobivia espiralisepala Schütz, 1975
- Mediolobivia turbiniformis Backeb., 1936
- Rebulobivia einsteinii (Frič) Frič, 1935
- Rebutia auranitida (Wessner) Buining & Donald, 1963
- Rebutia auranitida f. gracilis (Wessner) Buining y Donald, 1963
- Rebutia aureiflora Backeb., 1932
- Rebutia aureiflora var. albiseta (Backeb.) Borg, 1937
- Rebutia aureiflora var. blossfeldii (Werderm.) Donald, 1976
- Rebutia aureiflora f. boedekeriana (Backeb.) Šída, 1997
- Rebutia aureiflora f. duursmaiana (Backeb.) Šída, 1997
- Rebutia aureiflora var. elegans (Backeb.) Buining & Donald, 1963
- Rebutia aureiflora subsp. elegans (Backeb.) Donald, 1976
- Rebutia aureiflora f. rubelliflora (Backeb.) Buining & Donald, 1963
- Rebutia aureiflora f. rubriflora (Backeb.) Buining & Donald, 1963
- Rebutia aureiflora f. sarothroides (Werderm.) Buining & Donald, 1963
- Rebutia aureiflora var. sarothroides (Werderm.) Donald, 1976
- Rebutia blossfeldiana Backeb., 1936
- Rebutia blossfeldii Werderm, 1936
- Rebutia brighignae Mosti & Papini, 2005
- Rebutia einsteinii Frič, 1931 (basónimo)
- Rebutia einsteinii var. atrospinosa (Rausch) Šída, 1992
- Rebutia einsteinii subsp. aureiflora (Backeb.) Hjertson, 2003
- Rebutia einsteinii var. columnaris (Wessner) Buining y Donald, 1963
- Rebutia einsteinii var. conoidea (Wessner) Buining y Donald, 1963
- Rebutia einsteinii f. conoidea (Wessner) Donald, 1976
- Rebutia einsteinii subsp. euanthema (Backeb.) Slaba, 2016
- Rebutia einsteinii var. gonjianii (R.Kiesling) Donald, 1974
- Rebutia einsteinii subsp. gonjianii (R.Kiesling) Hjertson, 2003
- Rebutia einsteinii var. karreri (Backeb.) Šída, 1990
- Rebutia einsteinii f. karreri (Backeb.) Buining & Donald, 1965
- Rebutia einsteinii var. rubroviridis (Frič & Kreuz. ex Backeb.) Buining & Donald, 1963
- Rebutia einsteinii f. rubroviridis (Frič & Kreuz. ex Backeb.) Donald, 1976
- Rebutia einsteinii f. schmiedcheniana (U.Köhler) Buining & Donald, 1963
- Rebutia einsteinii f. steineckei (Backeb.) Donald, 1976
- Rebutia einsteinii var. steineckei (Backeb.) Buining & Donald, 1963
- Rebutia euanthema (Backeb.) Buining & Donald, 1963
- Rebutia euantema f. fricii (Backeb.) Buining & Donald, 1963
- Rebutia euantema f. neopygmaea (Backeb.) Buining & Donald, 1963
- Rebutia euantema f. oculata (Werderm.) Buining y Donald, 1963
- Rebutia fischeriana Slaba, 2002
- Rebutia gonjianii R.Kiesling, 1973
- Rebutia karreri Frič, 1932
- Rebutia nicolaii Frič, 1932
- Rebutia oculata Werderm., 1935
- Rebutia oculata subsp. tilcarensis (Rausch) Mosti, 2000
- Rebutia sarothroides Werderm., 1936
- Rebutia schmiedcheniana (U.Köhler) WTMarshall, 1941
- Rebutia espiralisepala (Schütz) Šída, 2006
- Rebutia steineckei Frič, 1932
- Rebutia tilcarensis (Rausch) Šída, 1997
- Setirebutia disciformis Frič, 1936
- Setirebutia turbiniformis Frič, 1936

## Estado de conservación
En la Lista Roja de Especies Amenazadas de la UICN, la especie está clasificada como de “Preocupación Menor (LC)”.

## Usos
Se cultiva principalmente como planta ornamental y su propagación se realiza normalmente a través de hijuelos o semillas.

## Galería

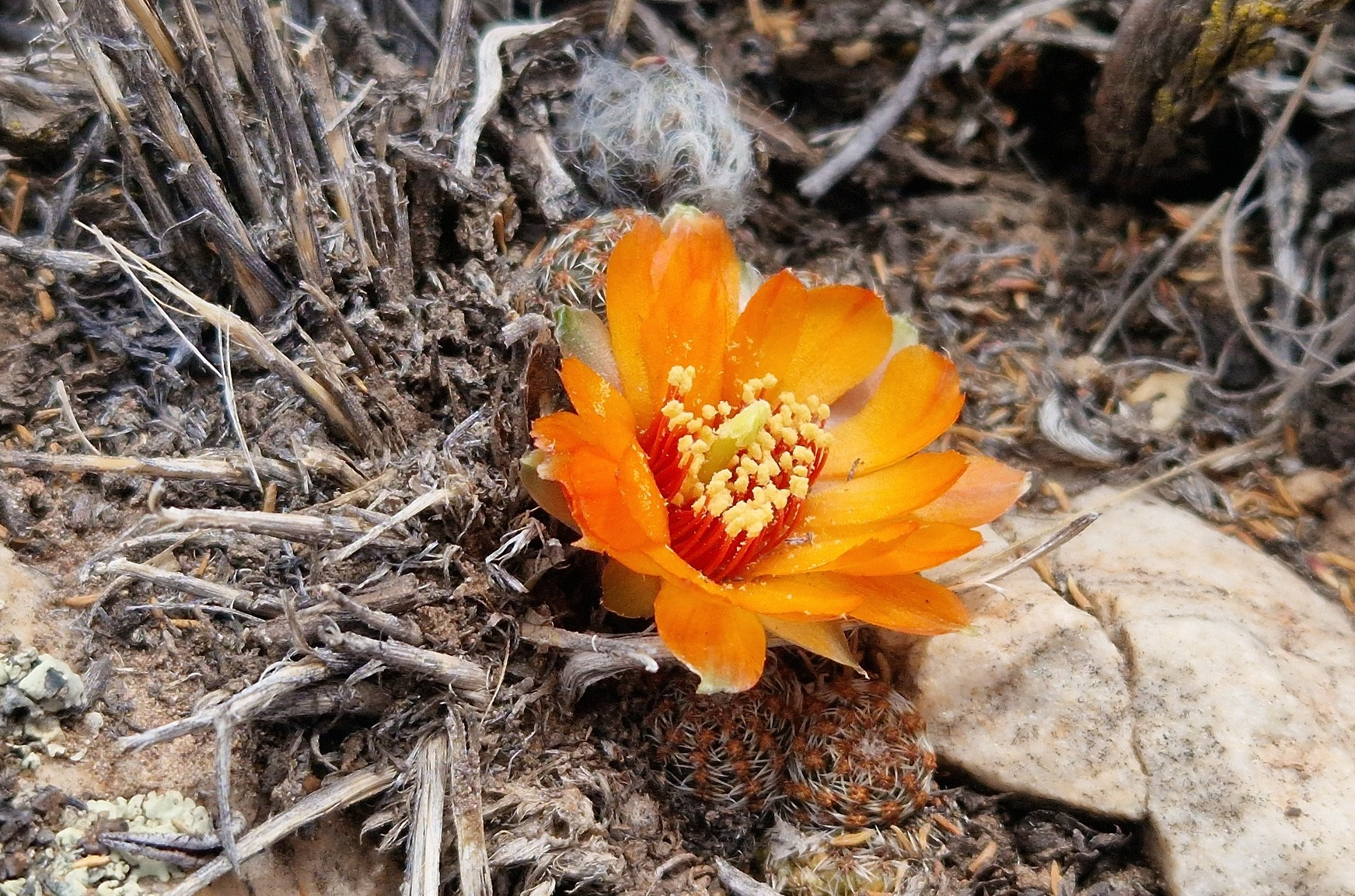
Detalle de la flor
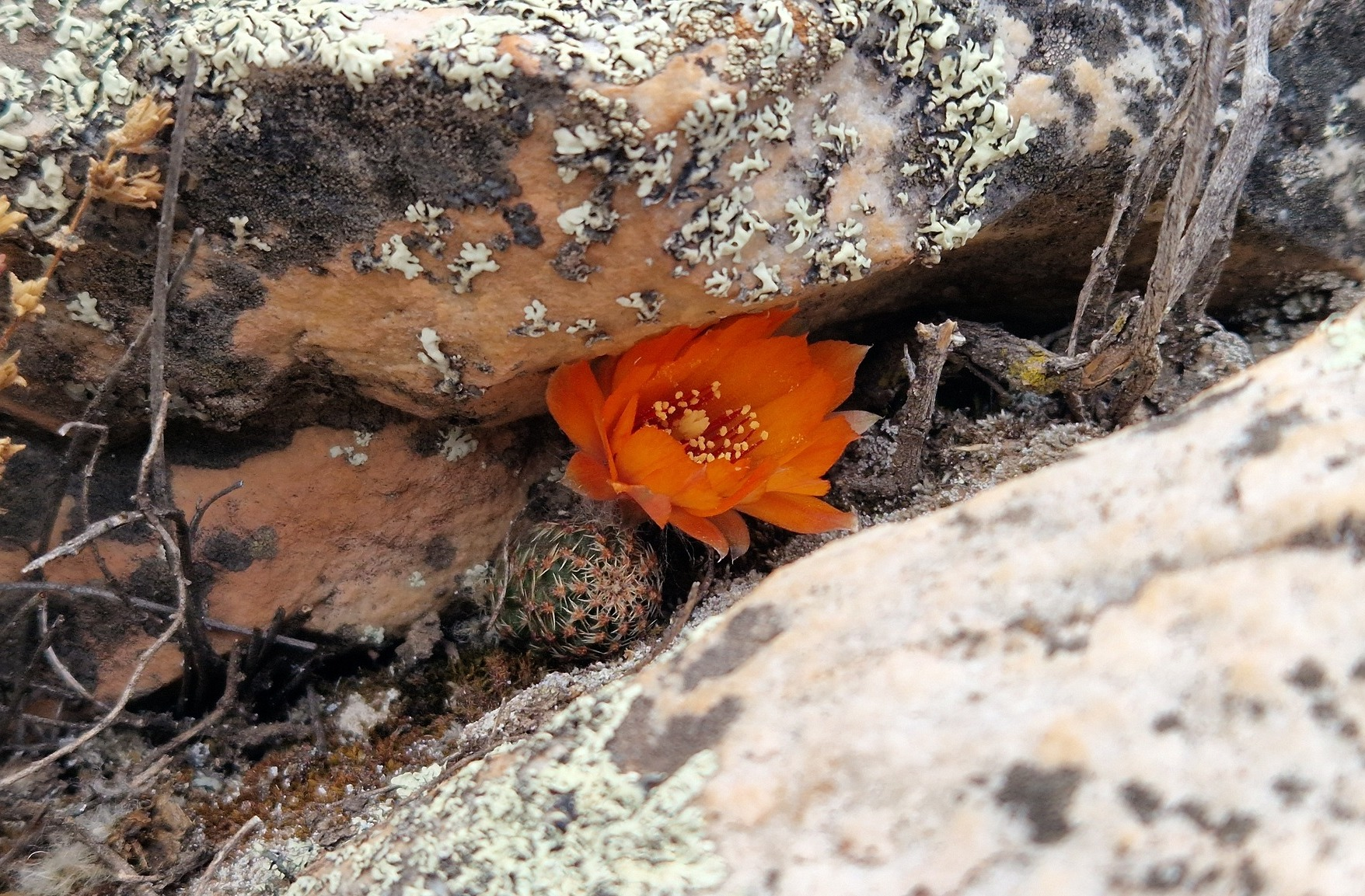
Planta creciendo entre rocas
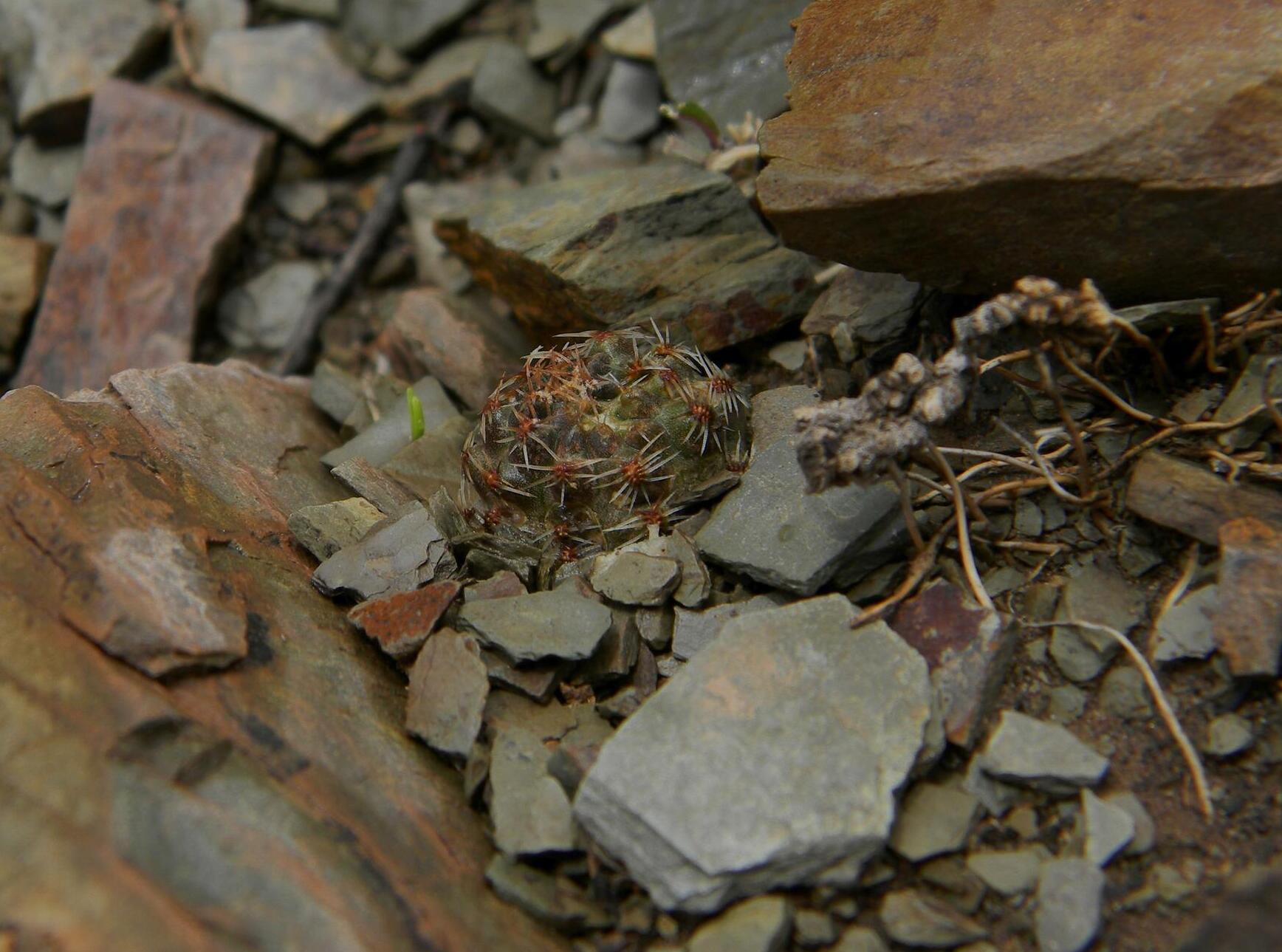
Planta en su hábitat
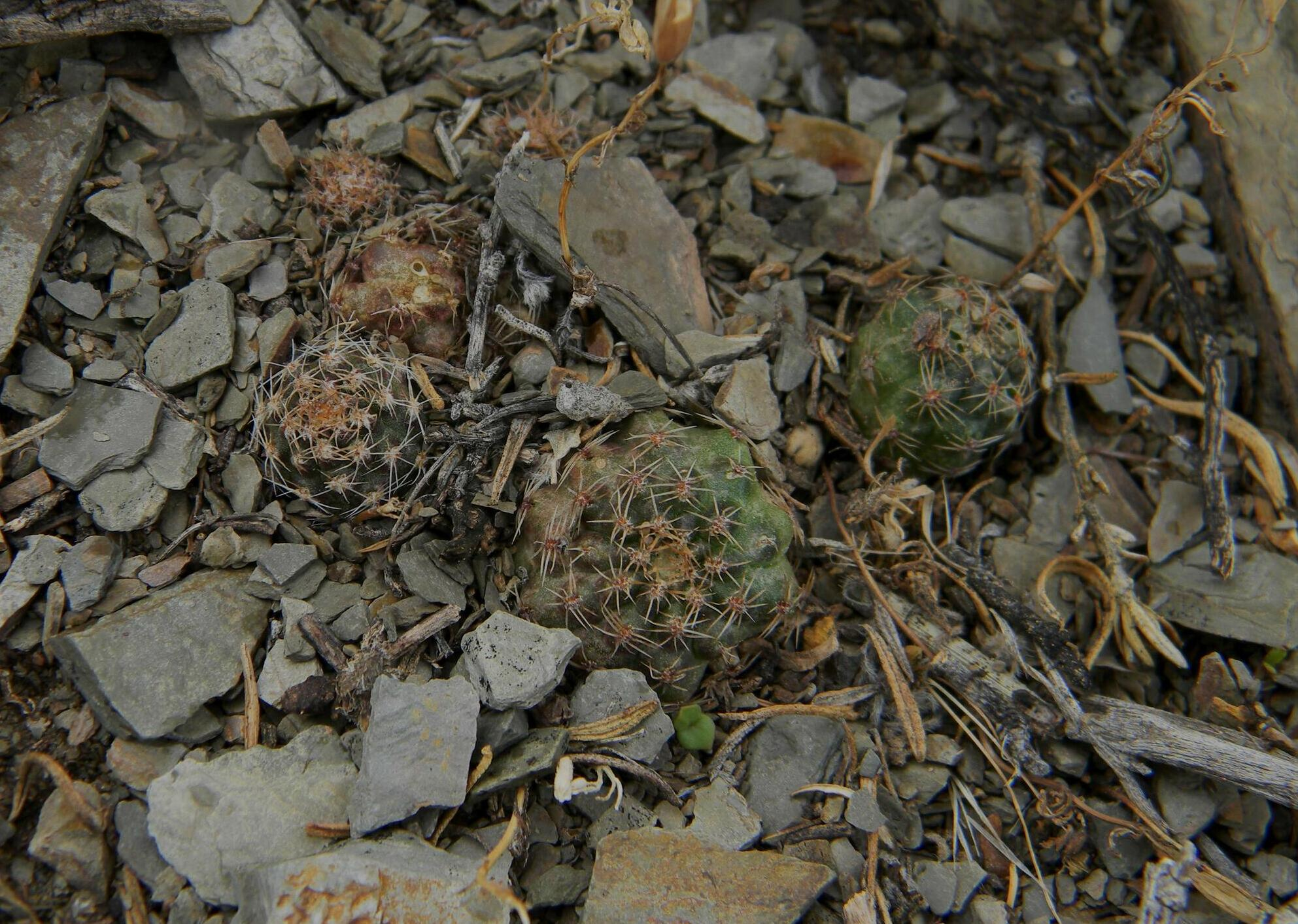
Grupo de plantas creciendo a ras de suelo
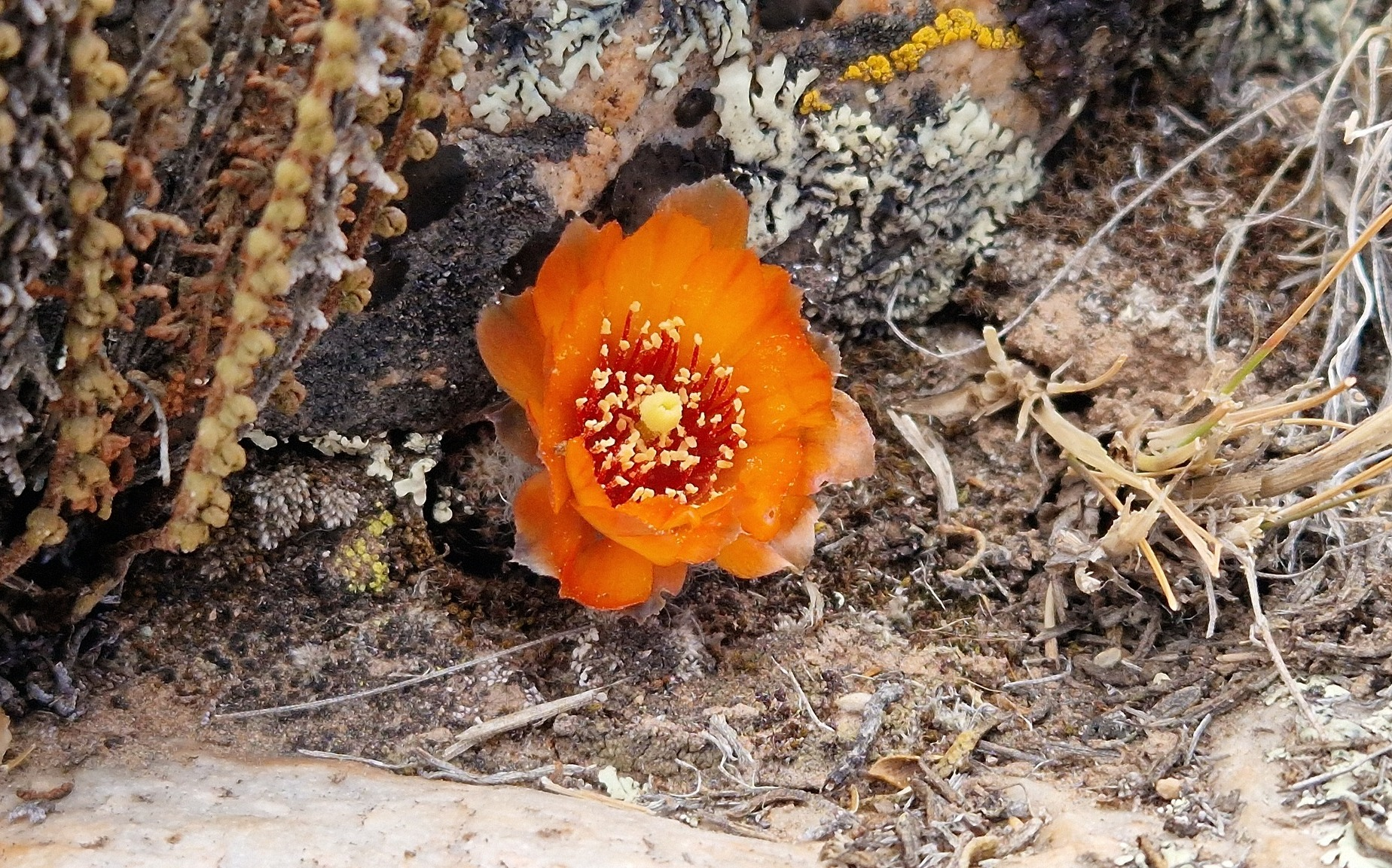
Planta en flor